# 农作乡
农作乡，是中华人民共和国四川省凉山彝族自治州美姑县曾经下辖的一个乡。2021年1月12日，撤销巴古乡和农作乡，将原巴古乡和原农作乡所属行政区域划归巴普镇管辖。

## 行政区划
农作乡撤销前下辖以下地区：
农作村、甲谷村、依色村、瓦一觉村、卡峨村、瓦尼姑村和嘎洛觉村。